# Wasserhaltige Sprengstoffe
| Wasserhaltige Sprengstoffe         | Wasserhaltige Sprengstoffe             |
| Chemische Zusammensetzung          | Chemische Zusammensetzung              |
| ---------------------------------- | -------------------------------------- |
| Sprengkräftige Bestandteile        | Nitratlösung                           |
| Weitere Bestandteile               | - Sensibilisierungsmittel - Öle, Wachs |
| Physikalische Eigenschaften        |                                        |
| Dichte g/cm³                       | ca. 1,25                               |
| Sauerstoffbilanz %                 | −0,06 bis −3,9                         |
| Schwadenvolumen l / kg             | ca. 850 bis 940                        |
| Spezifische Energie (l • MPa) / kg | ca. 900 bis 950                        |
| Detonationsgeschwindigkeit m/s     | ca. 5000 bis 5200                      |
| Explosionstemperatur K             | unbekannt                              |
| Eigenschaftsvergleich              |                                        |
| Brisanz                            | mittel                                 |
| Zündempfindlichkeit                | sehr gering                            |
| Schwadenvolumen                    | hoch                                   |
| Preis                              | gering                                 |
| Referenzen                         |                                        |

Wasserhaltige Sprengstoffe sind eine Untergruppe der gewerblichen Sprengstoffe und werden vorwiegend zum Sprengen von Gesteinen eingesetzt. Die wasserhaltige Sprengstoffe wurden Mitte der 1970er Jahre entwickelt und ersetzen allmählich die gelatinösen Sprengstoffe. Wie diese zählen auch die wasserhaltige Sprengstoffe zu den Explosivstoffen.

## Zusammensetzung
Wasserhaltige Sprengstoffe werden in zwei Hauptgruppen eingeteilt:
- Watergels und
- Emulsionssprengstoffe

Wie die gelatinösen Sprengstoffe bestehen auch die wasserhaltigen Sprengstoffe in der Hauptsache aus einer Nitratlösung (überwiegend Ammoniumnitrat).

### Watergels
Watergels bestehen aus einem heterogenen Stoffgemisch (Suspension) aus wasserlöslichen und wasserunlöslichen Stoffen in einer gesättigten, eingedickten anorganischen Nitratlösung (hauptsächlich Ammoniumnitrat).
Durch das Einbringen von weiteren wasserlöslichen und wasserunlöslichen Stoffen (Brennstoffen wie zum Beispiel das wasserlösliche Ethylenglycol) entsteht der brisante Sprengstoff, dem als zusätzlicher Sauerstofflieferant teilweise auch zum Beispiel Perchlorate beigesetzt werden kann.
Watergels haben gegenüber Emulsionssprengstoffen ein deutlich höheres Schwadenvolumen (ca. + 10 %).

### Emulsionssprengstoffe
Emulsionssprengstoffe sind Wasser in Öl – Emulsionen. Dabei werden feine Tröpfchen wässriger anorganischer Nitrate (meist Ammoniumnitrat) von einem sehr dünnen Film aus Brennstoff (Öl, Wachs etc.) umgeben, um die sich eine ölige Außenschicht befindet.
Durch die ölige Außenschicht sind Emulsionssprengstoffe sehr wasserbeständig. Die Emulsionssprengstoffe haben gegenüber den Watergels einen geringfügig höheren Energieinhalt.

## Eigenschaften
Die wasserhaltigen Sprengstoffe haben im Mittel die in nebenstehender Tabelle angegebenen Kennwerte.
Wasserhaltige Sprengstoffe liegen, wie die gelatinöse Sprengstoffe, von der Brisanz zwischen den brisanteren militärischen und den weniger brisanten pulverförmigen Sprengstoffen und erzeugen mittlere Schwadenvolumen. Wasserhaltige Sprengstoffe wurden als Ersatz für gelatinöse Sprengstoffe entwickelt. Wegen des höheren Anteils an Kohlenmonoxid (CO) und Stickoxiden (NOx) bei gelatinölsen Sprengstoffen muss eine höhere Auswetterungszeit einberechnet werden.

## Anwendung
Wasserhaltige Sprengstoffe können über und unter Tag verwendet werden. Die wasserhaltigen Sprengstoffe können die gelatinösen Sprengstoffe derzeit in vielen, jedoch nicht allen Anwendungsbereichen ersetzen. Wasserhaltigen Sprengstoffe werden wie die gelatinösen Sprengstoffe durch eine Initialzündung (zum Beispiel einen oder mehrere sprengkräftige Zünder) zur detonativen Umsetzung gebracht.

## Gegenüberstellung
Gelatinöse Sprengstoffe haben gegenüber den wasserhaltigen Sprengstoffen den Vorteil der höheren Leistung und höheren Dichte.
Wasserhaltige Sprengstoffe weisen gegenüber gelatinösen Sprengstoffen eine deutlich geringere Schlag- und Reibeempfindlichkeit auf.